# Béla Guttmann
Béla Guttmann, född 27 januari 1899 i Budapest, Österrike-Ungern, död 28 augusti 1981 i Wien, var en ungersk fotbollsspelare och senare fotbollstränare. 
Guttmann tillbringade större delen av sin spelarkarriär i USA. Efter att ha avslutat den aktiva karriären 1933 inledde han en mångårig internationell karriär som tränare. Under 40 år tränade han totalt 18 klubblag i 12 olika länder och var en kort tid även förbundskapten för Österrikes landslag. Sina största framgångar nådde han som tränare för portugisiska klubben Benfica 1959-1962, då han under tre säsonger ledde laget till två ligatitlar, en cuptitel samt två segrar i Europacupen. Under sin tid som tränare i Benfica tog  Guttmann in Eusébio i A-truppen och spelade en avgörande roll i dennes tidiga utveckling. Han har också blivit känd som en av upphovsmakarna till spelsystemet 4-2-4.